# Okáč voňavkový
Okáč voňavkový (Brintesia circe) je velký, suchomilný motýl z čeledi babočkovitých. Původním areálem výskytu jsou země kolem Středozemního moře, dlouhodobě ale proniká na sever, až do střední Evropy (Morava, jižní Slovensko). Je zapsán v červeném seznamu ohrožených druhů bezobratlých v ČR jako druh zranitelný, v současnosti však není ohrožený, neboť značně rozšiřuje areál výskytu v souvislosti s recentním oteplováním klimatu.

## Popis
Velký motýl s rozpětím křídel 60 - 80 mm, často splývající s podkladem. Základní barva křídel je tmavě hnědá až černá, přes oba páry křídel se táhne bílý pás, u samiček širší než u samců. Ve špičce předního křídla se nachází hnědobílá skvrna, připomínající oko. Rubová strana předních křídel je podobná líci (oko je zde ale výraznější), rub zadních křídel je mramorovaně hnědošedý. Tělo motýla je černohnědé až černé.

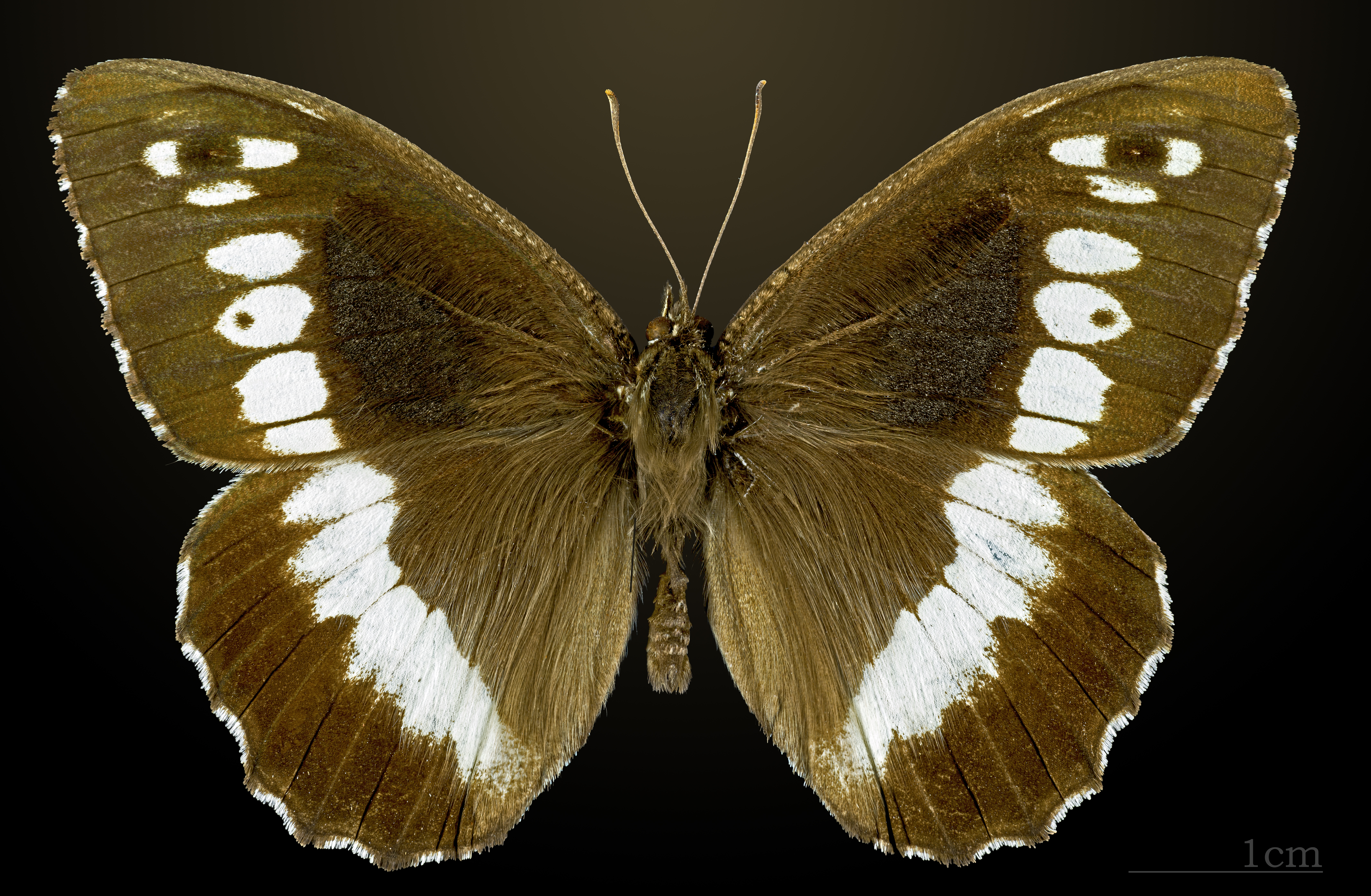
Samec
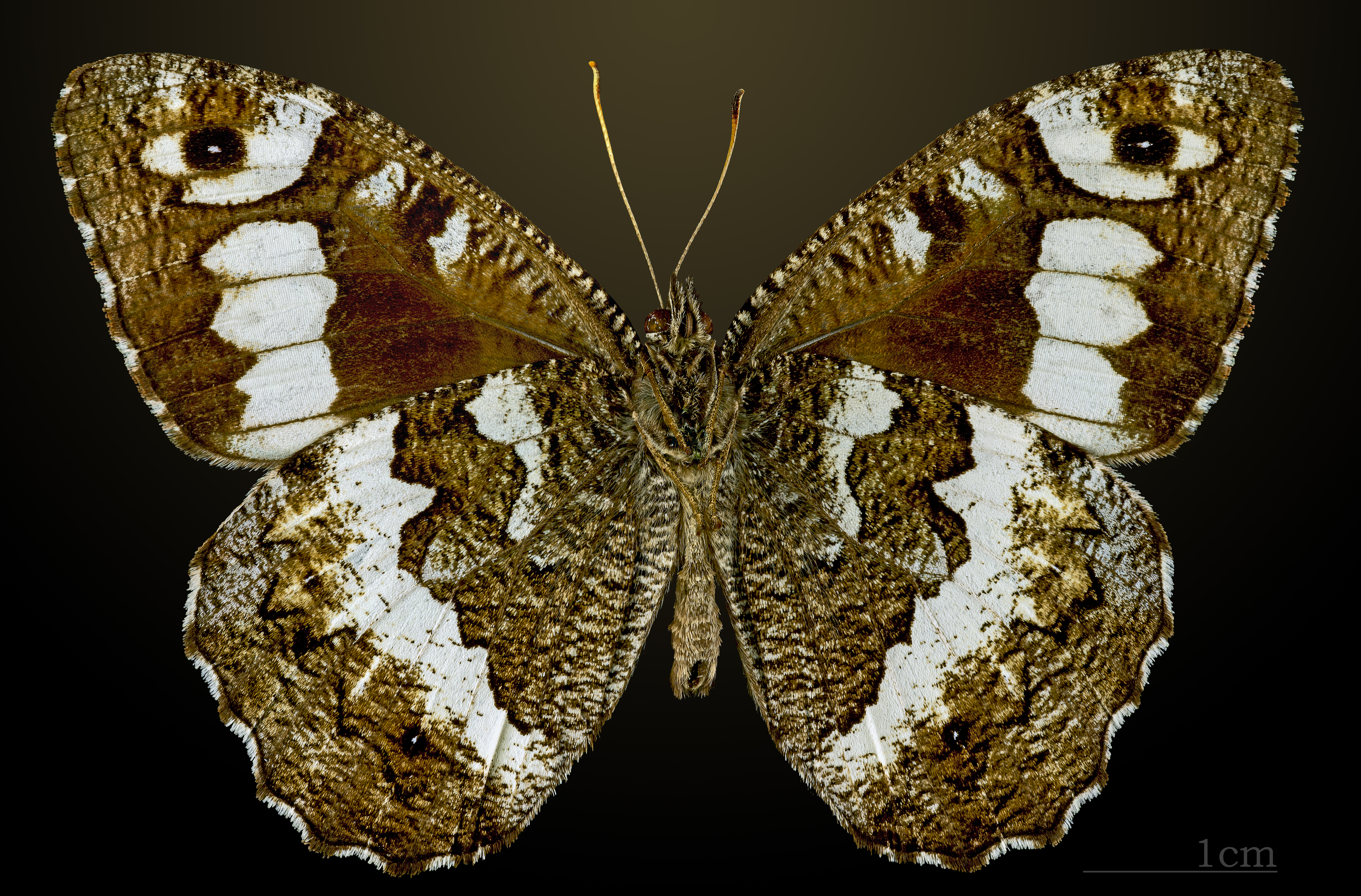
Samec △
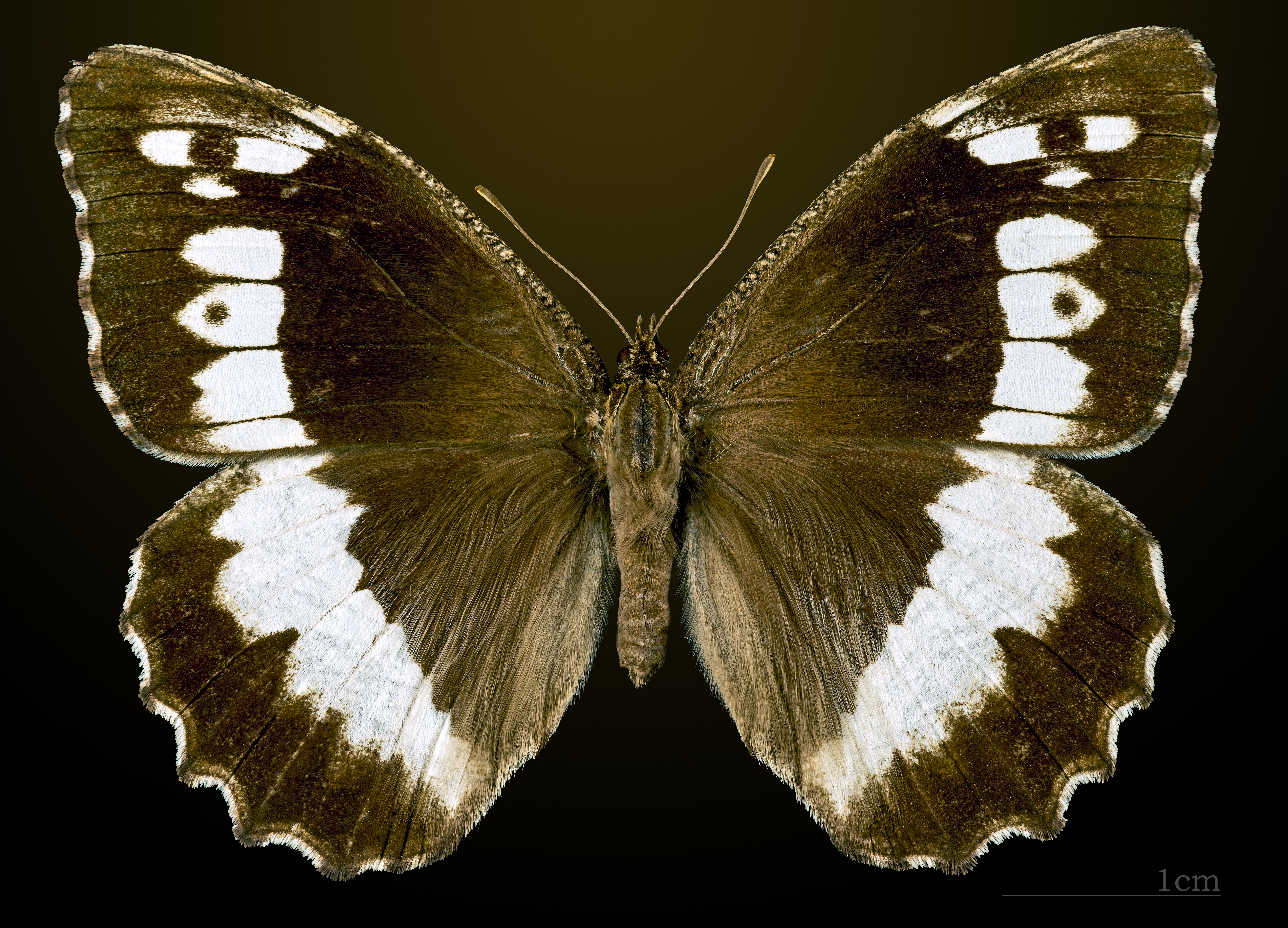
Samice
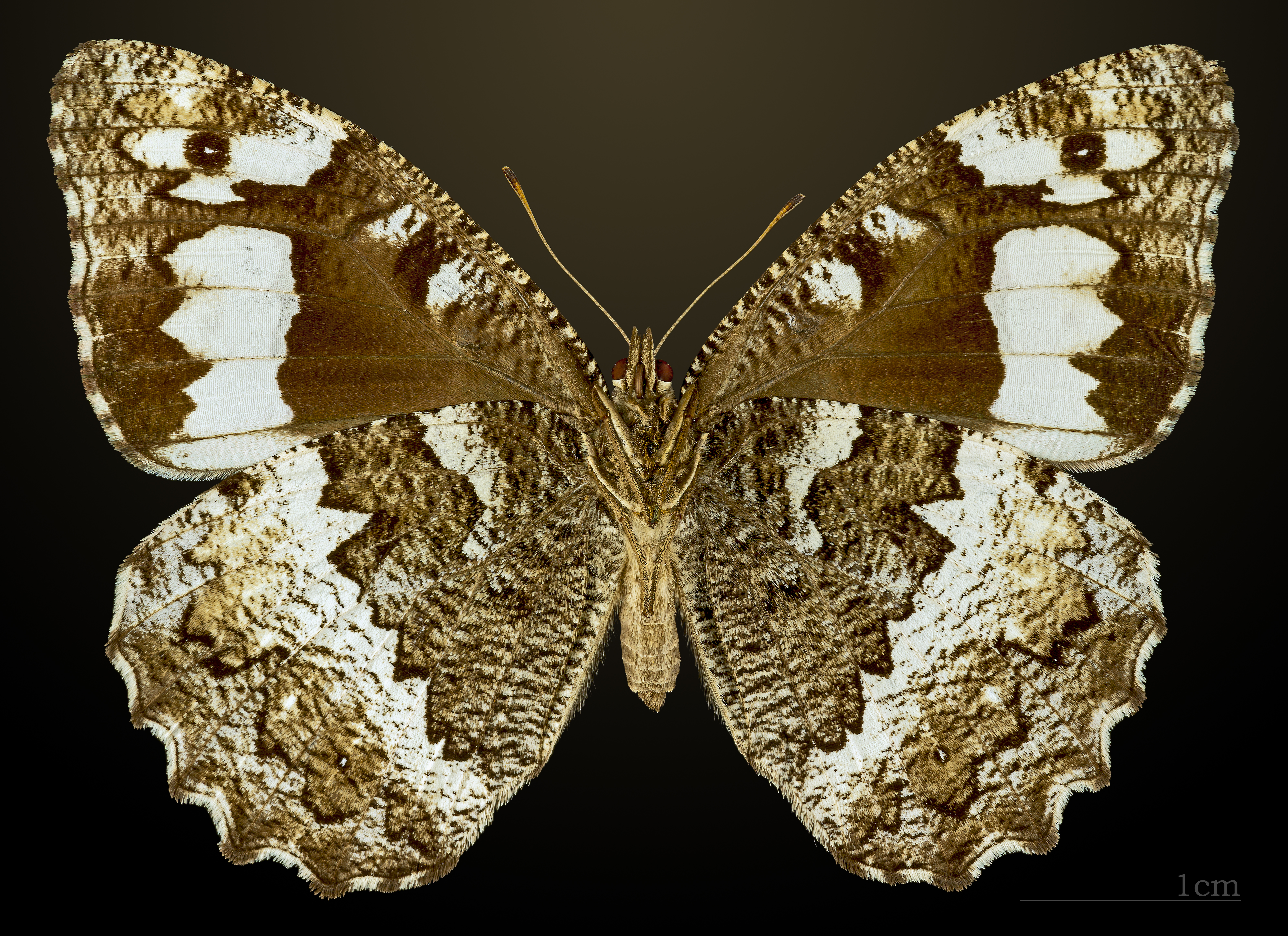
Samice △

## Životní cyklus
Okáč voňavkový obývá nížiny a teplé pahorkatiny, kde vyhledává lesostepi a křovinaté biotopy. Má jednu generaci v roce. Objevuje se za slunečného počasí od konce června do září (kdy potkáme zejména olétané samice). Živnou rostlinou housenek jsou různé trávy, zejména jílek (Lolium) a sveřep (Bromus). Housenky se objevují v září, na podzim se ukládají k přezimování v suché vegetaci a svůj vývoj dokončují až v červnu následujícího roku.

## Ohrožení a ochrana
Oproti minulosti již není ohroženým a postupně se vrací i do lokalit, kde nebyl dlouhou dobu pozorován.